# Премия Американского института киноискусства (2018)
Премия Американского института киноискусства за 2018 год.

## 10 лучших фильмов
- «Чёрная пантера»
- «Чёрный клановец»
- «Восьмой класс»
- «Фаворитка»
- «Дневник пастыря»
- «Зелёная книга»
- «Если Бил-стрит могла бы заговорить»
- «Мэри Поппинс возвращается»
- «Тихое место»
- «Звезда родилась»

## 10 лучших телевизионных программ
- «Американцы»
- «Убийство Джанни Версаче: Американская история преступлений»
- «Атланта»
- «Барри»
- «Лучше звоните Солу»
- «Метод Комински»
- «Удивительная миссис Мейзел»
- «Поза»
- «Наследники»
- «Это мы»

## Специальная премия
- «Рома»